# Home Again (album de Michael Kiwanuka)
Pour les articles homonymes, voir Home Again.
Albums de Michael Kiwanuka
Love & Hate
(2016)
Home Again est le premier album studio album de Michael Kiwanuka, produit par Paul Butler, sorti le 12 mars 2012 en Angleterre, et le 16 avril en France.

## Réception

### Réception
L'album reçoit un bon accueil critique : le site spécialisé Metacritic lui confère une note globale de 76/100. La presse britannique accueille plutôt favorablement l'opus : si le journal spécialisé Mojo (en) en fait un album « facilement appréciable », NME en fait un « endroit somptueusement doux permettant à des oreilles fatiguées de se reposer ».
La première chanson de l'album, Tell Me A Tale, est décrite par les Inrocks comme conjuguant « le groove enivrant du Dear Mister Fantasy de Traffic, l’hédonisme soul de Curtis Mayfield et la sensualité de Van Morrison », ce qui en ferait un « classique » immédiat, notamment avec son « irrésistible envolée de flûtes ».

## Singles
- "I'm Getting Ready" sort en single le 24 juillet 2011.
- "Home Again" sort le 1er janvier 2012 en Angleterre. La chanson atteint la 29e place dans les charts anglais, et la 21e en France.

## Liste des chansons
| No  | Titre                 | Durée |
| --- | --------------------- | ----- |
| 1.  | Tell Me A Tale        | 4:12  |
| 2.  | I'm Getting Ready     | 2:25  |
| 3.  | I'll Get Along        | 3:31  |
| 4.  | Rest                  | 3:52  |
| 5.  | Home Again            | 3:30  |
| 6.  | Bones                 | 3:52  |
| 7.  | Always Waiting        | 4:31  |
| 8.  | I Won't Lie           | 4:06  |
| 9.  | Any Day Will Do Fine  | 3:40  |
| 10. | Worry Walks Beside Me | 5:02  |